# روژمیتال نا شوماوی
روژمیتال نا شوماوی (به لاتین: Rožmitál na Šumavě) یک منطقهٔ مسکونی در جمهوری چک است که در ناحیه تشسکی کروملوو واقع شده‌است. روژمیتال نا شوماوی ۴۲٫۸۸ کیلومتر مربع مساحت و ۴۳۵ نفر جمعیت دارد و ۶۲۳ متر بالاتر از سطح دریا واقع شده‌است.